# Интернат (роман)
«Интерна́т» (укр. Інтернат) — роман, написанный украинским писателем Сергеем Жаданом в 2017 году.

## Сюжет
События романа происходят в 2015 году, во время войны на Донбассе. Тридцатилетний учитель украинского языка по имени Паша отправляется в город, дабы забрать оттуда своего племянника, живущего в интернате.

## Награды
- Лучшая книга 24 Форума издателей во Львове, в номинации «Современная украинская проза»

## Переводы
- Сергий Жадан (2017). Интернат. Перевод с украинского: Елена Мариничева. Черновцы: Meridian Czernowitz. 254 с. ISBN 978-5-04-090802-8
- Serhij Zhadan (2018). Internat. Übersetzung aus dem Ukrainischen: Sabine Stöhr, Juri Durkot. Berlin: Suhrkamp. 300 s. ISBN 978-3-518-42805-4
- Сяргій Жадан (2019). Інтэрнат. Пераклад з украінскай: Наталка Бабіна. Мінск: А. М. Янушкевіч. 300 с. ISBN 978-985-7165-95-7
- Serhiy Zhadan (2021). Orphanage. Translated from the Ukrainian by Reilly Costigan-Humes and Isaac Stackhouse Wheeler. New Haven: Yale University Press. 336 p. ISBN 978-0-300-24301-7